# مقاطعة كليفلاند (كارولاينا الشمالية)
مقاطعة كليفلاند (بالإنجليزية: Cleveland County)‏ هي إحدى مقاطعات ولاية كارولاينا الشمالية في الولايات المتحدة الأمريكية. مركز المقاطعة أو مقعدها هي مدينة شيلبي. تأسست هذه المقاطعة سنة 1841.أصل هذه المقاطعة يأتي من: مقاطعة لينكن ومقاطعة روذرفورد.

## أعلام
- إيرل سكورجس